# Elkalyce praemerisina
Elkalyce praemerisina är en fjärilsart som beskrevs av Lorkovié 1943. Elkalyce praemerisina ingår i släktet Elkalyce och familjen juvelvingar. Inga underarter finns listade i Catalogue of Life.